# Окунцов, Иван Кузьмич
Окунцов Иван Кузьмич (сентябрь 1874 года, посёлок Тонтай, Российская империя — 19 апреля 1939 года, г. Нью-Йорк), русский писатель, журналист, представитель первой волны русской эмиграции в США. 

## Биография
Родился в Забайкалье. Происходил из сибирских казаков. Окончил Благовещенскую духовную семинарию, а затем Казанскую духовную семинарию, получив степень кандидата богословия (1898).
Работал директором реального училища в Верхнеудинске и редактором газеты «Верхнеудинский листок», проповедуя антимилитаризм и исполнение заповеди «не убий».
Примыкал к левым социалистам-революционерам (эсерам). В разгар Русской революции 1905 года (см. Революция 1905 года в Верхнеудинске) Окунцов был арестован за антиправительственную политическую деятельность и приговорён к смертной казни. По ходатайству Общества русских писателей приговор был заменён на пожизненное отбывание наказания на Акатуевской каторге (1906). Бежал через Владивосток в Японию, откуда переехал в Соединённые Штаты[страница не указана 2108 дней].
В 1910 году основал в Нью-Йорке первую в стране ежедневную газету на русском языке «Русское слово» (позднее переименована в «Новое русское слово»), задумав издание, которое предлагало бы эмигрантам не только новости с родины и о событиях в США, но и актуальную информацию о бытовой стороне жизни внутри самого сообщества. Окунцов оставался главным редактором до 1917 года. Его общественно-политическая деятельность оценивалась современниками неоднозначно, а иногда — открыто негативно.
В 1907 году Окунцов вместе с другим эмигрантом — военным инженером, подполковником в отставке Ф. А. Постниковым — основал газету «Русский голос», в которой стал редактором. Хотя газета задумывалась как внепартийное издание, она вскоре обрела выраженный леворадикальный, а позднее прокоммунистический уклон.
После октябрьского переворота 1917 года в России Окунцов сочувствовал большевикам и в 1918 году возвратился на родину. Жил в Москве, работал в Главпрофобре. Был арестован МЧК 11 марта 1921 года, освобождён 5 апреля, дело прекращено. В сентябре 1921 года приехал в Читу, тогда столицу Дальневосточной Республики (в газетах сообщалось, что он приехал из США). В 1922 году через Дальний Восток снова прибыл в г. Нью-Йорк. Уступил права на «Русское слово» компаньонам и ушёл из издательского бизнеса.
Марк Вейнбаум, резко разошедшийся с Окунцовым в начале 1920-х гг. из-за его первоначально просоветских симпатий, писал: «Окунцов искренне ненавидел царя и отрицал Бога, искренне осуждал пьянство и курение. Но во всём остальном он был беспринципен, легко поддавался вредным влияниям других и вносил эти влияния в газету. Простой читатель, который верил в него и шёл за ним, вскоре разочаровался и отвернулся от него».
В 1930-х годах публиковался главным образом в газете «Рассвет» и аргентинском журнале народническо-эсеровской ориентации «Сеятель»[страница не указана 2108 дней].
Составитель Русско-американского справочника для эмигрантов, содержавшего географический и экономико-статистический очерк о США, Канаде и России (1913)[страница не указана 2108 дней].
По мнению некоторых современных исследователей русской диаспоры в США, «безусловная заслуга [Окунцова] по сбору и обработке большого количества фактического материала, затрагивающего самые разные аспекты эмигрантского бытия со времён открытия Аляски до конца 1930-х годов, нивелируется националистическими суждениями и безосновательными выводами, снижающими академическую ценность работы».
Похоронен на кладбище Ист-Ридж-Лаун в штате Нью-Джерси.

## О нём
- Окунцов Иван Кузьмич // Иванян Э. А. Энциклопедия российско-американских отношений. XVIII-XX века. — Москва: Международные отношения, 2001. — 696 с. — ISBN 5-7133-1045-0.
- «Новое русское слово»: 1910–1985 годы. ЧАСТЬ 1. ОТ ОКУНЦОВА ДО ВЕЙНБАУМА Архивная копия от 1 октября 2019 на Wayback Machine
- Фото